# 西園寺公朝
西園寺 公朝（さいおんじ きんとも）は、戦国時代から安土桃山時代にかけての公卿。左大臣・西園寺実宣の子。官位は従一位・左大臣。

## 経歴
享禄2年（1529年）に叙爵。以降清華家当主として速いスピードで累進し、侍従・左近衛少将・左近衛中将を経て、天文5年（1536年）には従三位となり、公卿に列する。その後も権中納言・権大納言・右近衛大将などを経て、天文22年（1553年）に内大臣および左近衛大将に任じられる。天文23年（1554年）には右大臣となる。弘治3年（1557年）には左大臣に転じる。以降戦乱期に20年近くにわたり左大臣に在職する。永禄元年（1558年）に左近衛大将を辞す。翌年に従二位へ進み、踏歌節会内弁を務めた。
天正4年（1576年）に左大臣を辞した。

## 系譜
- 父：西園寺実宣
- 母：正親町三条実望の娘
- 妻：万里小路秀房の娘
  - 男子：西園寺実益（1560-1632）
  - 女子：三条西公国室
- 妻：家女房
  - 男子：花山院定熙（1558-1634）
  - 女子：松木宗満室
- 生母不明の子女
  - 女子：北条綱重室